# ایوتا شرانکووا
ایوتا شرانکووا (اسلواکی: Iveta Šranková؛ زادهٔ ۱ اکتبر ۱۹۶۳) بازیکن هاکی روی چمن اهل چکسلواکی بود.